# 박무택
박무택(1969년 6월 22일~2004년 5월 20일)은 대한민국의 산악인이며, 2004년 에베레스트 산 등정 성공했지만, 하산하는 도중에 사망했다.

## 경력
- 2004년: 에베레스트(해발 8848m) 등정
- 1997년: 난다다비 동봉(해발 7432m) 원정
- 1996년: 가샤브럼 2봉(해발 8068m) 등정
- 1994년: 히말라야 탈레이사가르(해발 6904m) 원정
- 1989년: 히말츄리(해발 7893m) 원정

## 수상
- 2005년: 체육훈장 맹호장